# Barambu jezik
Barambu jezik (ISO 639-3: brm; abarambo, amiangba, amiangbwa, balambu, barambo, duga), nigersko-kongoanski jezik uže ubanške skupine, kojim govori oko 25 600 ljudi (1990 popis) između rijeka Bomokandi i Uélé u provinciji Orientale, Demokratska Republika Kongo.
Barambu pripada užoj skupini zande unutar koje s jezikom pambia [pmb] čini posebnu podskupinu barambo-pambia

## Vanjske poveznice
- Ethnologue (14th)
- Ethnologue (15th)